# Псоглавцы (роман Иванова)
«Псоглавцы» — роман Алексея Иванова, первая часть дилогии о дэнжерологах. Издан в 2011 году под псевдонимом «Алексей Маврин». Критик Лев Данилкин определил его жанр как мистический «триллер о современной русской деревне».

## Сюжет
Трое молодых людей из Москвы — Валерий, Гугер и Кирилл — отправляются в нижегородскую деревню Калитино, чтобы выполнить высокооплачиваемый, но не до конца понятный заказ искусствоведа-дэнжеролога (вымышленная автором наука о взаимодействии социума и культурных артефактов): снять со стены разрушенной церкви фреску с изображением святого Христофора с собачьей головой, а заодно — пронаблюдать и описать реакцию на это местных жителей.
Калитино расположено возле горящих торфяников и постоянно пребывает в густом мареве дыма, закрывающего солнце. Выясняется, что в деревне нет собак, а местные жители сильно деградировали и ведут себя почти как дикари (автор отмечает, что социальная психология тут подчиняется не законам Проппа, изучавшего народы, а правилам Леви-Стросса, описывавшего дикие племена). Кирилл знакомится с полунемой девушкой Лизой, потерявшей речь после изнасилования бывшим ухажёром Лёхой Годоваловым, и у них возникает взаимная симпатия.
Вскоре Кирилл замечает, что их окружает странная атмосфера — всё вокруг полно намёков и слухов о существовании человекообразных существ с пёсьими головами, которые раньше выполняли функцию отлова беглых заключённых из Калитинской зоны, а сейчас не дают покинуть Калитино её жителям. Отношения с местными жителями тем временем портятся: Кирилл вступается за Лизу, которую снова пытается изнасиловать Годовалов, и стреляет в него из травматического пистолета.
Кирилл ищет информацию о прошлом деревни Калитино и узнаёт, что на этом месте были раскольничьи скиты. Он отправляется в лес, где попадает в странную аномалию, однако возвращается уцелевшим.
Годовалов и его друг уголовник Саня Омский угоняют у москвичей их микроавтобус и требуют встречи с Кириллом. Валерий и Гугер поддерживают их в том, что Кирилл несёт ответственность за испорченные отношения с жителями Калитино и должен сам за это ответить. Кирилл отправляется на торфяной карьер, где сталкивается с двумя оборотнями — теми существами, которых так боятся все местные. Его спасает Лиза, которая едет мимо на дрезине и подбирает Кирилла. После схватки с псоглавцами парню и девушке удаётся добраться до дома местного богача Шестакова. Охранник Шестакова, Роман, усыпляет Кирилла и Лизу выстрелами транквилизатора, а потом открывает правду, что он — ещё один участник их экспедиции, опытный дэнжеролог, секретно опекавший молодую троицу. Роман завершается прояснением природы псоглавцев — ими может стать любой, кто готов преступить моральные нормы, чтобы любой ценой подчинить тех, кто стремится «выйти из зоны». Существовали ли псоглавцы в реальном мире или только в воображении тех, кто их видел — остаётся загадкой.

## Персонажи
- Кирилл — молодой человек из Москвы. Внешность, помимо наличия майки с Че Геварой, не описана.
- Гугер — геймер, невысокого роста, водитель микроавтобуса экспедиции дэнжерологов.
- Валерий — занудный интеллектуал, глава экспедиции. Окончил филфак МГУ.
- Лиза Токарева — молодая девушка в Калитино. Сильно заикается и почти не может громко говорить после изнасилования.
- Раиса Петровна — её мать-калека. Иногда работает уборщицей в доме Шестакова.
- Лёха Годовалов — местный житель в Калитино. Служил в ВДВ. Вор и дебошир.
- Саня Омский — уголовник, отсидевший в Калитинской зоне, а потом оставшийся в деревне, женившись на местной жительнице.
- Шестаков — местный олигарх, который превратил всё Калитино в своих «крепостных», чтобы деревня не разбежалась и заповедник не лишил его дачи.
- Даниил Львович Лурия — дэнжеролог, сотрудник Континентального музейного фонда NASS (международное подразделение UNESCO, штаб-квартира Basel, Schweiz).
- Роман Артурович Холмогоров («Ромыч») — сотрудник Континентального музейного фонда NASS и коллега Даниила Львовича Лурии, работающий «под прикрытием» в роли охранника дачи олигарха Шестакова.
- Мурыгин — владелец местного магазина.
- Верка — жена Годовалова.

## Отзывы критики
Идея, которую «Псоглавцы» (скорее метафора, чем сюжет) иллюстрируют: Россия — пространство, разделенное на «зоны» с разными жизненными практиками; население «зон» реагирует и на вторжение чужаков, и на попытки аборигенов выйти за колючую проволоку. Псоглавцы — пограничники, контролирующие перемещения, перекрывающие возможности выхода из социальных зон; да, существа сверхъестественные, однако образ этот при желании можно понимать шире (раз уж Россией управляют спецслужбы, опричники, контролирующие население и блокирующие социальные лифты).

«Псоглавцы» содержат довольно много паранормальных невероятных явлений. Однако называть это произведение первым российским триллером, выполненным в лучших мировых традициях жанра неправильно. Именно как триллер, «Псоглавцы» не могут считаться идеальным произведением. Основой романа является не череда сверхъестественных событий, а конфликт двух миров одного государства.
Докручивая концепцию до полноценного художественного образа, Маврин проговаривается: «Лучшие романы ужасов сделаны из массовых фобий». И в полном соответствии с этим утверждением его герои оказываются в плену у своего страха перед русской провинцией, у незнания и непонимания ее.
«Псоглавцы» никакой не «Стивен Кинг в гостях у Алексея Иванова», как эффектно отрекомендовал эту книгу критик Константин Мильчин: труба пониже и дым пожиже. Скорее уж «Ведьма из Блэр» в гостях у Мельникова-Печерского.
В принципе «Псоглавцев» можно прочесть как развернутую метафору выражения «человек человеку волк» (автор всячески подчеркивает, что собаки, псы принадлежат к роду и виду волков), хотя здесь точнее будет «люди людям волки».

## Экранизация
Впервые права на экранизацию были приобретены в 2011 году, но проект не был реализован.
В феврале 2022 года объявлено, что роман будет экранизирован продюсерской компанией Александра Роднянского.